# Бањол де л'Орн
Бањол де л'Орн (фр. Bagnoles-de-l'Orne) насеље је и општина у северној Француској у региону Доња Нормандија, у департману Орн која припада префектури Алансон.
По подацима из 2011. године у општини је живело 2.413 становника, а густина насељености је износила 260,58 становника/km². Општина се простире на површини од 9,26 km². Налази се на средњој надморској висини од 200 метара.

## Демографија
| 1962. | 1968. | 1975. | 1982. | 1990. | 1999. | 2011. |
| ----- | ----- | ----- | ----- | ----- | ----- | ----- |
| 773   | 814   | 790   | 933   | 1.091 | 1.279 | 2.413 |

График промене броја становника у току последњих година